# Guillermina Bravo
 Guillermina Bravo (Chacaltianguis, Veracruz, 13 de noviembre de 1920 - Santiago de Querétaro, 6 de noviembre de 2013) fue una bailarina mexicana además de coreógrafa y directora de ballet. 
De 1947 a 1948, invitada por el maestro Carlos Chávez, a la sazón director del Instituto Nacional de Bellas Artes, fue codirectora y fundadora, junto con Ana Mérida, de la Academia de la Danza Mexicana. Estableció, junto con Josefina Lavalle, la compañía de ballet nacional en la Ciudad de México en 1948, que ha sido localizada en Querétaro desde 1991, donde estableció también el Centro Nacional de la Danza Contemporánea. 
Se le otorgó el Premio Nacional Ciencias y Artes en el área de Bellas Artes en 1979 y el Premio Nacional de Danza José Limón (1989). Es considerada figura principal de la danza moderna mexicana.

## Biografía
Hija de Guillermo Nicolás Bravo y María de los Dolores Canales y Mondragón. Nació en Chacaltianguis, Veracruz. Estudió danza con Waldeen von Falkenstein y danza folklórica en la Escuela Nacional de Danza. También siguió cursos de música en el Conservatorio Nacional de Música. En 1938 atendió cursos impartidos por Estrella Morales, y enseñó la coreografía que había aprendido de forma autodidacta desde 1940 hasta 1945, mientras bailaba como bailarina del Ballet de Bellas Artes, en la Ciudad de México. Posteriormente se involucró en la creación de la Academia de la Danza Mexicana y el Ballet Nacional. Después de 1960 se retiró.

## Fallecimiento
Murió en su casa en Santiago de Querétaro el 6 de noviembre de 2013, a los 92 años.